# Asteromassaria
Asteromassaria är ett släkte av svampar som beskrevs av Höhn.. Asteromassaria ingår i familjen Pleomassariaceae, ordningen Pleosporales, klassen Dothideomycetes, divisionen sporsäcksvampar och riket svampar.
Kladogram enligt Dyntaxa:
| Asteromassaria | \| \| Asteromassaria macrospora \| \| \| \| |
|                | \| \| Asteromassaria macrospora \| \| \| \| |
|                | Peridiothelia                               |
|                |                                             |
|                | Pleomassaria                                |
|                |                                             |
|                | Splanchnonema                               |
|                |                                             |
|                | Asteromassaria macrospora                   |
|                |                                             |

|  | Asteromassaria macrospora |
|  |                           |